# Johann von Pfalz-Simmern
Johann von Pfalz-Simmern (* um 1429; † 13. Dezember 1475 auf Burg Giebichenstein) war von 1458 bis 1464 Bischof von Münster und von 1464 bis 1475 Erzbischof von Magdeburg.

## Leben
Er wurde geboren als Sohn des Pfalzgrafen Stefan von Pfalz-Simmern-Zweibrücken, studierte in Rom und Bologna und wurde nach der Münsterischen Stiftsfehde 1458 Bischof von Münster. Nach dem Tod Friedrichs III. von Beichlingen wurde er vom Domkapitel Magdeburg einstimmig am 13. Dezember 1464 zu dessen Nachfolger  gewählt. Da er in Münster Schulden gemacht hatte, versuchte man ihn an Münster zu binden, so dass er erst im Frühjahr 1466 sein Amt als Erzbischof von Magdeburg antreten konnte. Dort wurde ihm gehuldigt, während man auf dem eigentlichen Erzbischofssitz in Halle (Saale) gegen ihn gestimmt war. 
Johann erhielt am 18. Juni 1465 von Papst Paul II. die Bestätigungsbulle und das Pallium. Formell war er seit diesem Zeitpunkt Erzbischof von Magdeburg. Seine Ankunft in Magdeburg verzögerte sich jedoch bis zum Sonnabend vor der Kreuzwoche (10. Mai 1466). Am darauffolgenden Tag empfing er von Rat und Bürgerschaft der Stadt Magdeburg die Huldigung.
Er konnte jedoch am 9. Juli 1467 einen Vergleich mit der Stadt Halle für die Zahlung von 3000 Rheinischen Gulden schließen. Daraufhin wurde ihm am 17. Juli in Halle gehuldigt. Um den Einfluss des Erzbistums zu erweitern, erwarb er verschiedene Besitzungen wie zum Beispiel in Bernburg (Saale), Sandersleben, Gröbzig, Wormsdorf, Hohenerxleben, Gänsefurth und Jerichow. Zudem versuchte er auch für einen friedlichen Umgang in seinem Erzbistum und seiner Nachbarn zu sorgen. So beteiligte er sich 1471 am Nürnberger Landfrieden, bekämpfte das Raubrittertum und vermittelte zwischen den Hansestädten und Brandenburg. Außerdem gewährte er seinen zum Erzbistum gehörenden Städten weitere Freiheiten und entwickelte sie damit.
Am 7. November 1467 lag der Erzbischof Johann von Pfalz-Simmern  mit den Bürgern der Stadt Calvörde vor der Burg Calvörde, um Friedrich und Bernd von Alvensleben für begangenen Straßenraub in Calvörde und den Raub an Breslauer Kaufleuten zu bestrafen. Auch der Braunschweiger Herzog Heinrich der Friedsame von Braunschweig machte sich auf, die Räuber zu strafen.
Am 13. Dezember 1475, demselben Tag, an dem er vor elf Jahren zum Erzbischof erwählt worden war, starb Johann von Pfalz-Simmern auf Burg Giebichenstein und wurde seinem Wunsch gemäß in der Magdeburger Domkirche neben seinem unmittelbaren Vorgänger Friedrich von Beichlingen beigesetzt. Sein Grabstein hat sich bis auf den heutigen Tag erhalten.